# Jack Concannon
John Joseph Concannon Jr., detto Jack (Boston, 25 febbraio 1943 – Waltham, 28 novembre 2005), è stato un giocatore di football americano statunitense che ha giocato nel ruolo di quarterback nella National Football League. All'università giocò a football al Boston College.

## Carriera professionistica
Concannon fu scelto come primo assoluto del draft del 1964 della American Football League dai Boston Patriots ma preferì firmare con i Philadelphia Eagles della NFL che lo avevano scelto nel secondo giro (16º assoluto) del Draft NFL 1964.
Con gli Eagles giocò raramente nei primi, essendo la riserva del quarterback titolare Norm Snead. Nel 1966 guidò la squadra a diverse vittorie nel mese di dicembre, consentendole di terminare con un 9-5 e arrivare al secondo posto della Eastern Conference. Nel 1967 fu scambiato con i Chicago Bears per il tight end Mike Ditka, con cui disputò cinque stagioni. Nel 1967, Concannon corse un record in carriera di 279 yard ma la stagione successiva si infortunò e dal quel momento la sua efficienza nelle corse non fu più la stessa. La sua migliore stagione come passatore fu quella del 1970 quando stabilì i propri primati personali con 385 passaggi tentati, 194 completati, 2.130 yard e 16 touchdown, oltre a 18 intercetti. Nel 1971, la sua ultima stagione coi Bears, disputò solamente tre partite a causa di un infortunio. Fu scambiato coi Dallas Cowboys, con cui giocò nella squadra di allenamento per due stagioni. Passò ai Green Bay Packers nel 1974 e terminò la sua carriera come riserva ai Detroit Lions nel 1975.

## Statistiche
| Yard passate      | 6.270 |
| Touchdown         | 36    |
| Intercetti subiti | 63    |
| Passer rating     | 54,8  |